# تپه محمدآباد
تپه محمدآباد مربوط به سدهٔ ۵ تا ۱۱ ه.ق است و در شهرستان نظرآباد، بخش تنکمان، دهستان نجم‌آباد، روستای محمدآباد واقع شده و این اثر در تاریخ ۲۷ آبان ۱۳۸۶ با شمارهٔ ثبت ۲۰۲۵۰ به‌عنوان یکی از آثار ملی ایران به ثبت رسیده است.